# Andy May
Andy May (2 settembre 1989) è un ex calciatore lussemburghese, di ruolo centrocampista.

## Carriera
Ha esordito con la Nazionale lussemburghese nell'amichevole contro la Lituania (vinta per 2-1) disputata il 14 agosto 2013.